# Saint-Jean-d’Angély
Saint-Jean-d’Angély település Franciaországban, Charente-Maritime megyében. Lakosainak száma 6679 fő (2022. január 1.). Saint-Jean-d’Angély Asnières-la-Giraud, Courcelles, Mazeray, Saint-Julien-de-l’Escap, Ternant, La Vergne és Essouvert községekkel határos.

## Népesség
A település népessége az elmúlt években az alábbi módon változott:
| Lakosok száma | 9739 | 8820 | 8060 | 7424 | 7295 | 7106 | 6976 | 6796 | 6744 | 6679 |
|               | 1968 | 1982 | 1990 | 2006 | 2013 | 2015 | 2017 | 2019 | 2020 | 2022 |

## Híres személyek
- itt született Marie-Claude Monchaux (1933–2021) francia gyermekkönyvíró-illusztrátor